# Musikjahr 1962
Liste der Musikjahre

◄◄ | ◄ | 1958 | 1959 | 1960 | 1961 | Musikjahr 1962 | 1963 | 1964 | 1965 | 1966 | ► | ►►

Weitere Ereignisse · Country-Musik
Dieser Artikel behandelt das Musikjahr 1962.

## Ereignisse

### Populäre Musik und Jazz
- 01. Januar: Die Beatles machen die ersten Probeaufnahmen bei der Plattenfirma Decca und werden mit der Begründung abgelehnt, dass Gitarrengruppen nicht mehr modern seien.
- 24. Januar: Brian Epstein übernimmt mit einem Fünfjahresvertrag das Management der Beatles.
- 17. Februar: Conny Froboess ist mit dem Titel Zwei kleine Italiener Siegerin der Deutschen Schlager-Festspiele in Baden-Baden.
- 18. März: Isabelle Aubret gewinnt in Luxemburg mit dem Lied Un premier amour für Frankreich die 7. Auflage des Eurovision Song Contest
- 13. April: Im Haus Große Freiheit 39 im Hamburger Stadtteil St. Pauli eröffnet Manfred Weissleder den Star-Club. In den sieben Jahren seines Bestehens gastieren dort zahlreiche Größen der Rockmusik. Vor allem die Auftritte der Beatles tragen zum Weltruhm des Clubs bei.
- 18. August: Das erste gemeinsame Konzert von Lennon, McCartney, Harrison und Starr findet in der Hulme Hall von Birkenhead statt.
- 11. September: The Beatles nehmen ihre erste Single Love Me Do auf.
- 17. September: Duke Ellington spielt mit Charles Mingus und Max Roach das Album Money Jungle ein.
- 05. Oktober: Love Me Do, die erste Single der Beatles, komponiert von Paul McCartney und John Lennon erscheint in Großbritannien. Sie erreicht bald darauf Platz 17 in den britischen Charts und ist der Beginn einer erfolgreichen Zusammenarbeit mit Produzent George Martin.

### Klassische Musik und Musiktheater
- 23. April: Uraufführung der Oper König Nicolo von Hans Chemin-Petit in Aachen
- 28. Mai: In Wien wird das Theater an der Wien nach Restaurierung wiedereröffnet.
- 30. Mai: Anlässlich der Einweihung der neuen Coventry Cathedral wird Benjamin Brittens War Requiem uraufgeführt.
- 25. Oktober: Die Uraufführung der Oper L’opéra d’Aran (Die Oper von der Insel Aran) von Gilbert Bécaud erfolgt in Paris.
- 18. Dezember: Uraufführung der Sinfonie Nr. 13 in b-Moll op. 113 „Babi Jar“ von Dmitri Schostakowitsch im Großen Saal des Moskauer Konservatoriums

### Medien
- 19. Mai: Auf einer Geburtstagsgala für den US-Präsidenten John F. Kennedy im Madison Square Garden in New York hat Marilyn Monroe ihren letzten Auftritt in der Öffentlichkeit. Anlässlich seines Geburtstages singt die Schauspielerin ein selbstgeschriebenes Lied, mit dem Titel Happy Birthday, Mr. President.
- 19. Juni: Der Howard-Hawks-Film Hatari! wird in den Vereinigten Staaten uraufgeführt. Die Filmmusik von Henry Mancini, insbesondere die Themen Baby Elephant Walk und der Straußentanz, werden über den Film hinaus bekannt.
- 01. Oktober: Das dritte Hörfunkprogramm des SFB, die spätere Kultur- und Klassikwelle SFB 3, geht auf Sendung.
- 05. Oktober: Dr. No, der erste Film der James-Bond-Reihe nach den Romanen von Ian Fleming, hat in Großbritannien Premiere. Hauptdarsteller ist Sean Connery, erstes „Bond-Girl“ Ursula Andress. Regisseur Terence Young entwarf für den Film gemeinsam mit Ursula Andress den Dr.-No-Bikini. Das erstmals gespielte James Bond Theme von Monty Norman, interpretiert von John Barry, wird zum Leitmotiv des Filmhelden.
- 13. Oktober: In Deutschland wird die erste Folge der US-amerikanischen Fernsehserie Bonanza von der ARD ausgestrahlt. Die Filmmusik stammt von Ray Evans und Jay Livingston. Besondere Bekanntheit erlangt die Titelmelodie der Serie (die Melodiegitarre wird von Tommy Tedesco gespielt), die zu einem Bestandteil der Populärkultur wird. Noch 1962 veröffentlicht Johnny Cash eine Single mit einer gesungenen Version der Titelmelodie; ebenfalls 1962 bringt Ralf Paulsen eine deutsche Coverversion heraus. Von Frank Zappa ist ebenfalls eine Version bekannt.
- 09. Dezember: In London findet die Premiere des Films Lawrence von Arabien statt. Die Filmmusik von Maurice Jarre erhält 1963 einen Oscar in der Kategorie „Beste Filmmusik“. Weitere sechs Oscars erhält der Film in den Kategorien „Bester Film“, „Beste Regie“, „Bestes Szenenbild“, „Beste Kamera“, „Bester Schnitt“ und „Bester Ton“.
- 12. Dezember: Die Uraufführung des Karl-May-Films Der Schatz im Silbersee erfolgt im Universum in Stuttgart. Die Filmmusik von Martin Böttcher wird prägend für die weiteren Karl-May-Verfilmungen. Das Hauptthema des Films, die „Old-Shatterhand-Melodie“, wird als Single über 100.000-mal verkauft.
- Gypsy – Königin der Nacht – US-amerikanischer Musikfilm von Mervyn LeRoy

## Musikcharts

### Deutschland
| Position | Singles                                                  |
| -------- | -------------------------------------------------------- |
|          |                                                          |
| 1        | Mexico / Jana, schöne Mexicana Bob Moore / Peter Niemann |
| 2        | Speedy Gonzales / Kleiner Gonzales Pat Boone / Rex Gildo |
| 3        | Heißer Sand Mina                                         |
| 4        | Zwei kleine Italiener Conny / Jan & Kjeld / Blue Capris  |
| 5        | Einmal weht der Südwind wieder Nana Mouskouri            |
| 6        | Schwarze Rose, Rosemarie Peter Kraus                     |
| 7        | The Peppermint-Twist Caterina & Silvio                   |
| 8        | Alo Ahe Freddy                                           |
| 9        | Hawaii Tattoo The Waikiki’s                              |
| 10       | Sauerkraut-Polka Gus Backus                              |

Die längsten Nummer-eins-Singles
Lieder, die die meiste Zeit während eines anderen Jahres auf Platz 1 der Charts verbrachten, werden hier nicht aufgeführt.
1. Pat Boone / Rex Gildo – Speedy Gonzales / Kleiner Gonzales (3 Monate)
2. Bob Moore / Peter Niemann – Mexico / Jana, schöne Mexicana; Mina – Heißer Sand; Nana Mouskouri – Ich schau den weißen Wolken nach / Einmal weht der Südwind wieder (jeweils 2 Monate)

Alle weiteren Lieder waren einen Monat auf Platz 1 gelistet.
Die längsten Nummer-eins-Alben
Alben, die die meiste Zeit während eines anderen Jahres auf Platz 1 der Charts verbrachten, werden hier nicht aufgeführt.
1. Soundtrack – My Fair Lady – Deutsche Originalaufnahme (5½ Monate)

Die Albumcharts wurden erstmals am 15. Juli erhoben.
Alle Nummer-eins-Hits und die Hits des Jahres

### Vereinigtes Königreich
| Singles                                                              | Position | Alben                                                                 |
| -------------------------------------------------------------------- | -------- | --------------------------------------------------------------------- |
|                                                                      |          |                                                                       |
| Stranger on the Shore Mr Acker Bilk                                  | 1        | West Side Story (Soundtrack)                                          |
| I Remember You Frank Ifield                                          | 2        | Blue Hawaii Elvis Presley                                             |
| Rock-A-Hula Baby / Can’t Help Falling in Love Elvis Presley          | 3        | The Young Ones Cliff Richard & the Shadows                            |
| Wonderful Land The Shadows                                           | 4        | Pot Luck Elvis Presley                                                |
| Let’s Twist Again Chubby Checker                                     | 5        | Out of the Shadows The Shadows                                        |
| The Young Ones Cliff Richard & the Shadows                           | 6        | On Stage with the George Mitchell Minstrels George Mitchell Minstrels |
| A Picture of You Joe Brown John James Beveridge, Peter Andrew Oakman | 7        | A Picture of You Joe Brown & the Bruvvers                             |
| Good Luck Charm Elvis Presley                                        | 8        | Bobby Vee Meets the Crickets Bobby Vee & the Crickets                 |
| Come Outside Mike Sarne with Wendy Richard                           | 9        | Tops with Me Helen Shapiro                                            |
| Telstar The Tornados                                                 | 10       | It’s Trad, Dad! (Soundtrack)                                          |

Die längsten Nummer-eins-Singles
Lieder, die die meiste Zeit während eines anderen Jahres auf Platz 1 der Charts verbrachten, werden hier nicht aufgeführt.
1. The Shadows – Wonderful Land (8 Wochen)
2. Frank Ifield – I Remember You (7 Wochen)
3. Cliff Richard & the Shadows – The Young Ones (6 Wochen)

Die längsten Nummer-eins-Alben
Alben, die die meiste Zeit während eines anderen Jahres auf Platz 1 der Charts verbrachten, werden hier nicht aufgeführt.
1. Elvis Presley – Blue Hawaii (18 Wochen)
2. (Soundtrack) – West Side Story (12 Wochen)
3. Cliff Richard & the Shadows – The Young Ones; Elvis Presley – Pot Luck (jeweils 6 Wochen)

Alle Nummer-eins-Hits und die Hits des Jahres

### Vereinigte Staaten
Die längsten Nummer-eins-Singles
Lieder, die die meiste Zeit während eines anderen Jahres auf Platz 1 der Charts verbrachten, werden hier nicht aufgeführt.
1. Ray Charles with Marty Paich & His Orchestra & Chorus – I Can’t Stop Loving You; The Four Seasons – Sherry; The Four Seasons – Big Girls Don’t Cry (jeweils 5 Wochen)
2. Bobby Vinton – Roses Are Red (My Love) (4 Wochen)
3. Joey Dee & the Starliters – Peppermint Twist; Gene Chandler – Duke of Earl; Bruce Channel – Hey! Baby; The Shirelles – Soldier Boy (jeweils 3 Wochen)

Die längsten Nummer-eins-Alben (Mono)
Alben, die die meiste Zeit während eines anderen Jahres auf Platz 1 der Charts verbrachten, werden hier nicht aufgeführt.
1. Elvis Presley – Blue Hawaii (18 Wochen)
2. Ray Charles – Modern Sounds in Country and Western Music (14 Wochen)
3. Original Soundtrack – West Side Story (10 Wochen)

Die längsten Nummer-eins-Alben (Stereo)
Alben, die die meiste Zeit während eines anderen Jahres auf Platz 1 der Charts verbrachten, werden hier nicht aufgeführt.
1. Original Soundtrack – West Side Story (32 Wochen)
2. Original Soundtrack – Breakfast at Tiffany’s (12 Wochen)
3. Elvis Presley – Blue Hawaii (4 Wochen)

Alle Nummer-eins-Hits und die Hits des Jahres

### Charts in weiteren Ländern
Siehe auch: Nummer-eins-Hits 1962 in  Australien, Belgien, Deutschland, Frankreich, Irland, Italien, den Niederlanden, Norwegen, Spanien, den Vereinigten Staaten und im Vereinigten Königreich.

## Musikpreise und Ehrungen

### Musikwettbewerbe
Eurovision Song Contest
1. Isabelle Aubret: Un premier amour
2. François Deguelt: Dis rien
3. Camillo Felgen: Petit bonhomme
4. Lola Novaković: Ne pali svetla u sumrak
5. Ronnie Carroll: Ring-a-Ding Girl

## Gründungen
- Malaco Records – US-amerikanisches Independent-Label mit Sitz in Jackson (Mississippi)
- Status Quo – britische Rockband
- The Rolling Stones – britische Rockband

## Neuveröffentlichungen (Auswahl)

### Lieder und Kompositionen
| Lied                                                | Text                                               | Musik                               | Erstinterpret                        | Label                                                   | Veröffentlichung | Genre                         | Album                                                | Weitere Informationen                                                 |
| --------------------------------------------------- | -------------------------------------------------- | ----------------------------------- | ------------------------------------ | ------------------------------------------------------- | ---------------- | ----------------------------- | ---------------------------------------------------- | --------------------------------------------------------------------- |
| Allein wie du                                       | Ernst Bader                                        | Lotar Olias                         | Freddy Quinn                         | Polydor                                                 | 1962             | Schlager                      | Seine großen Erfolge 2                               |                                                                       |
| Boom Boom                                           | John Lee Hooker                                    | John Lee Hooker                     | John Lee Hooker                      | Vee-Jay Records                                         | 1962             | Blues                         |                                                      |                                                                       |
| Crying in the Rain                                  | Howard Greenfield                                  | Carole King                         | The Everly Brothers                  |                                                         | 1962             | Pop                           |                                                      |                                                                       |
| Don’t Break the Heart That Loves You                | Benny Davis, Ted Murry                             | Benny Davis, Ted Murry              | Connie Francis                       | MGM Records                                             | Januar 1962      | Country                       |                                                      |                                                                       |
| Four Strong Winds                                   | Ian Tyson                                          | Ian Tyson                           | Ian and Sylvia                       | Vanguard Records                                        | September 1962   | Folk                          | Four Strong Winds                                    |                                                                       |
| Gib mir dein Wort                                   | Walter Rothenburg                                  | Lotar Olias                         | Freddy Quinn                         | Polydor                                                 | 1962             | Schlager                      | Seine großen Erfolge 2                               | Allererste Nummer-eins-Single in den österreichischen Charts.         |
| Gott liebt diese Welt                               | Walter Schulz                                      | Walter Schulz                       |                                      |                                                         | 1962             | Geistliches Lied              |                                                      |                                                                       |
| Ich kauf’ mir lieber einen Tirolerhut               | Charly Niessen, Franz Rüger                        | Charly Niessen, Franz Rüger         | Billy Mo                             |                                                         | 1962             | Schlager                      |                                                      |                                                                       |
| Judge Not                                           | Bob Marley                                         | Bob Marley                          | Robert Marley & Beverley’s All-Stars | Beverley’s                                              | 1962             | Ska                           |                                                      |                                                                       |
| Kuba, meine Liebe                                   | Nikolai Dobronrawow und Sergei Grebennikow         | Alexandra Pachmutowa                | Iossif Kobson                        |                                                         | 1962             |                               |                                                      |                                                                       |
| Land of 1000 Dances                                 | Chris Kenner                                       | Chris Kenner                        | Chris Kenner                         | Instant Records                                         | Oktober 1962     | Rhythm & Blues                |                                                      |                                                                       |
| Love Me Do                                          | John Lennon, Paul McCartney                        | John Lennon, Paul McCartney         | The Beatles                          |                                                         | 5. Oktober 1962  | Rock, Pop                     |                                                      |                                                                       |
| Monsieur                                            | Kurt Hertha                                        | Karl Götz                           | Petula Clark                         | Vogue                                                   | 1962             | Pop                           |                                                      |                                                                       |
| More                                                | Marcello Ciorciolini                               | Riz Ortolani, Nino Oliviero         | Katyna Ranieri                       |                                                         | 1962             | Filmmusik                     | Mondo Cane: Original Motion Picture Sound Track      |                                                                       |
| No Bier, No Wein, No Schnaps                        | Hans Fritz Beckmann, Charly Niessen                | Hans Fritz Beckmann, Charly Niessen | Gus Backus                           | Polydor                                                 | Februar 1962     | Schlager                      | Seine großen Erfolge                                 |                                                                       |
| Ohne Krimi geht die Mimi nie ins Bett               | Hans Bradtke                                       | Heinz Gietz                         | Bill Ramsey                          | Columbia                                                | 28. Mai 1962     | Schlager                      |                                                      |                                                                       |
| Oye como va                                         | Tito Puente                                        | Tito Puente                         | Tito Puente                          | Tico Records                                            | 1962             | Cha-Cha-Cha                   |                                                      |                                                                       |
| Pretty Little Baby                                  | Don Stirling, Bill Nauman                          | Don Stirling, Bill Nauman           | Connie Francis                       | MGM Records                                             | 1962             | Pop                           | "Second Hand Love" & Other Hits                      |                                                                       |
| Pust wsegda budet solnze                            | Konstantin Barannikow und Lew Iwanowitsch Oschanin | Arkadi Ostrowski                    |                                      |                                                         | 1962             | Politisches Lied              |                                                      |                                                                       |
| Song from Two for the Seesaw (Second Chance)        | Dory Previn                                        | André Previn                        | Jackie Cain                          |                                                         | 1962             | Popsong, Jazztitel, Filmmusik | Two for the See Saw – Original Sound Track Recording | Lied aus dem Soundtrack des Films Spiel zu zweit (Two for the Seesaw) |
| Sto perigiali to kryfo                              | Giorgos Seferis                                    | Mikis Theodorakis                   | Grigoris Bithikotsis                 |                                                         | 1962             | Rembetiko                     |                                                      |                                                                       |
| The Loco-Motion                                     | Gerry Goffin und Carole King                       | Gerry Goffin und Carole King        | Little Eva                           |                                                         | 14. Juni 1962    | Pop                           |                                                      |                                                                       |
| Tous les garçons et les filles                      | Françoise Hardy                                    | Françoise Hardy                     | Françoise Hardy                      |                                                         | 1962             | Chanson                       |                                                      |                                                                       |
| Turn! Turn! Turn! (To Everything There Is a Season) | Pete Seeger                                        | Pete Seeger                         | Pete Seeger                          | Columbia Records                                        | 1962             | Folk                          |                                                      |                                                                       |
| Vorfreude, schönste Freude                          | Erika Engel-Wojahn                                 | Hans Naumilkat                      |                                      |                                                         | 1962             | Kinderlied                    |                                                      | Adventslied                                                           |
| Watermelon Man                                      |                                                    | Herbie Hancock                      | Herbie Hancock                       | Blue Notes Records                                      | 1962             | Jazz, Blues                   | Takin’ Off                                           |                                                                       |
| Why                                                 | Bill Compton / Tony Sheridan                       | Bill Compton / Tony Sheridan        | Tony Sheridan & The Beatles          | Polydor Records / Bear Family Records / Universal Music | April 1962       | Pop                           | The Beatles’ First                                   |                                                                       |
| You Shook Me                                        | Willie Dixon, J. B. Lenoir                         | Willie Dixon, J. B. Lenoir          | Muddy Waters                         | Chess Records                                           | 1962             | Blues                         |                                                      |                                                                       |
| Zwei kleine Italiener                               | Georg Buschor                                      | Christian Bruhn                     | Conny Froboess                       | Columbia                                                | 1962             | Schlager                      |                                                      |                                                                       |

### Alben
| Album                                                          | Interpret                          | Label             | Veröffentlichung | Genre               | Weitere Informationen |
| -------------------------------------------------------------- | ---------------------------------- | ----------------- | ---------------- | ------------------- | --------------------- |
| All Aboard the Blue Train                                      | Johnny Cash                        | Sun Records       | 1962             | Country-Musik       |                       |
| Ballads                                                        | John Coltrane                      | Impulse!          | 1962             | Jazz                |                       |
| Bob Dylan                                                      | Bob Dylan                          | Columbia Records  | 19. März 1962    | Folk, Country Blues | Debütalbum            |
| Carmen McRae Sings Lover Man and Other Billie Holiday Classics | Carmen McRae                       | Columbia Records  | 1962             | Jazz                |                       |
| Freddy und das Lied der Südsee                                 | Freddy Quinn                       | Polydor           | 1962             | Schlager            | EP                    |
| Go!                                                            | Dexter Gordon                      | Blue Note Records | 1962             | Jazz                |                       |
| Howlin’ Wolf                                                   | Howlin’ Wolf                       | Chess Records     | 1962             | Chicago Blues       |                       |
| Interplay                                                      | Bill Evans                         | Riverside Records | 1962             | Jazz                |                       |
| Jazz Samba                                                     | Stan Getz und Charlie Byrd         | Verve Records     | 1962             | Jazz                |                       |
| Junge, komm bald wieder                                        | Freddy Quinn                       | Polydor           | 1962             | Schlager            | EP                    |
| My Bonnie                                                      | Tony Sheridan                      | Polydor           | April 1962       | Rock, Pop           |                       |
| Ornette!                                                       | Ornette Coleman Quartet            | Atlantic Records  | 1962             | Jazz                |                       |
| R&B from the Marquee                                           | Alexis Korner’s Blues Incorporated | Ace of Clubs      | 1962             | Blues               | Debütalbum            |
| Recuerdo                                                       | Chuck Mangione                     | Jazzland Records  | 1962             | Jazz                |                       |
| Soul Trombone and the Jazz Clan                                | Curtis Fuller                      | Impulse! Records  | Mai 1962         | Jazz                |                       |
| Surfin’ Safari                                                 | The Beach Boys                     | Capitol Records   | 1962             | Surf Rock           | Debütalbum            |
| Takin’ Off                                                     | Herbie Hancock                     | Blue Note Records | 4. Juli 1962     | Jazz                | Debütalbum            |
| The Bridge                                                     | Sonny Rollins                      | RCA Victor        | 1962             | Jazz                |                       |
| The Futuristic Sounds of Sun Ra                                | Sun Ra                             | Savoy Records     | 1962             | Jazz                |                       |
| Tijuana Moods                                                  | Charles Mingus                     | RCA Records       | 1962             | Jazz                |                       |

## Geboren

### Januar
- 03. Januar: Onkel Kånkel, eigentlich Håkan Florå, schwedischer Punkmusiker († 2009)
- 04. Januar: David DeFeis, US-amerikanischer Musiker
- 04. Januar: Michael Koschorreck, deutscher Gitarrist und Sänger
- 04. Januar: Peter Steele, US-amerikanischer Musiker (Type O Negative) († 2010)
- 05. Januar: Olaf Hilliger, deutscher Schauspieler, Regisseur, Komponist und Musiker
- 07. Januar: John Colianni, US-amerikanischer Jazzmusiker (Piano) († 2023)
- 11. Januar: Paulito FG, kubanischer Musiker († 2025)
- 11. Januar: Alex Shapiro, US-amerikanische Komponistin

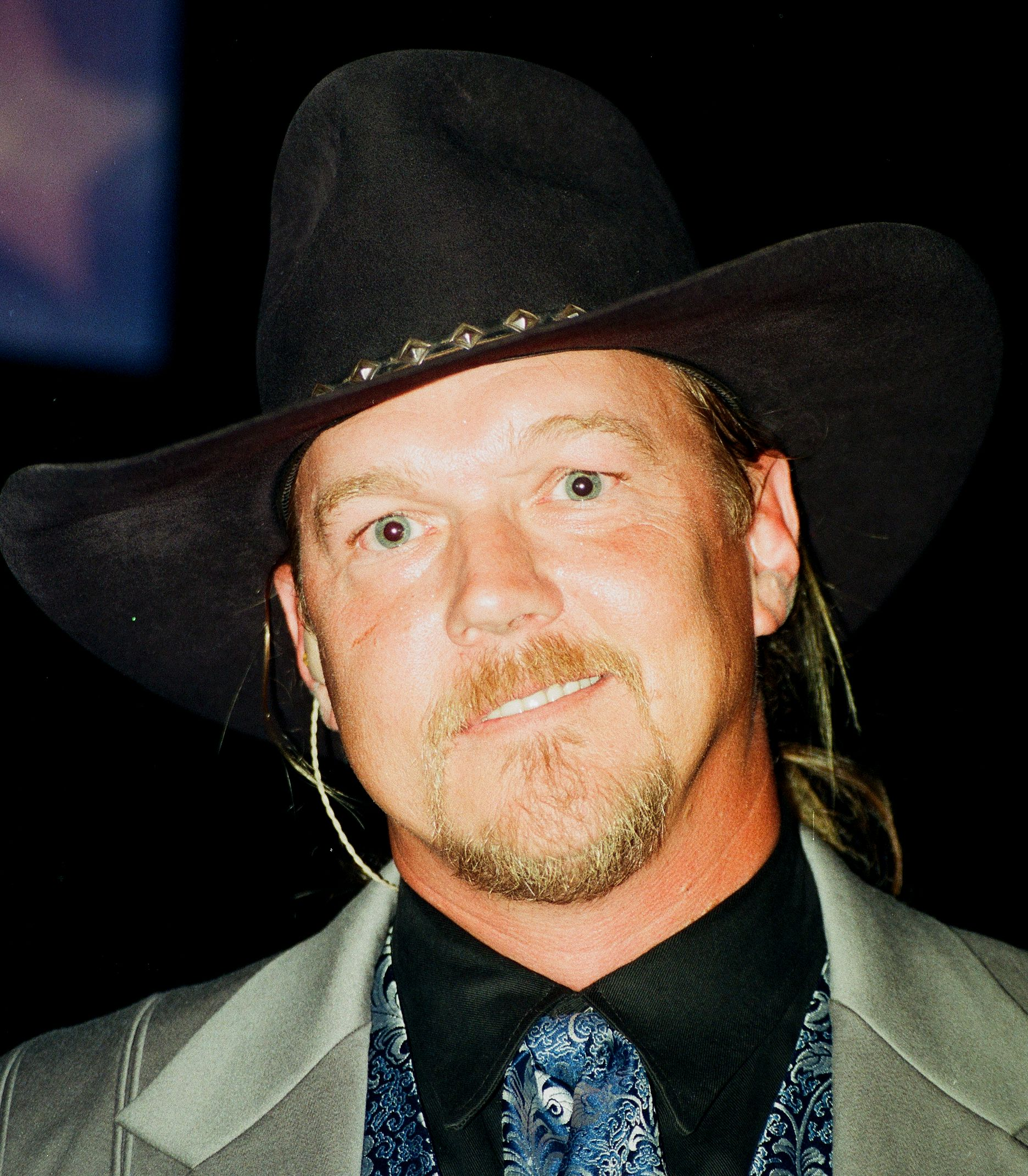
Trace Adkins; * 13. Januar

- 13. Januar: Trace Adkins, US-amerikanischer Country-Sänger
- 13. Januar: Tilman Günther, deutscher Jazzmusiker (Piano)
- 14. Januar: Beata Molak, polnische Sängerin und Songwriterin

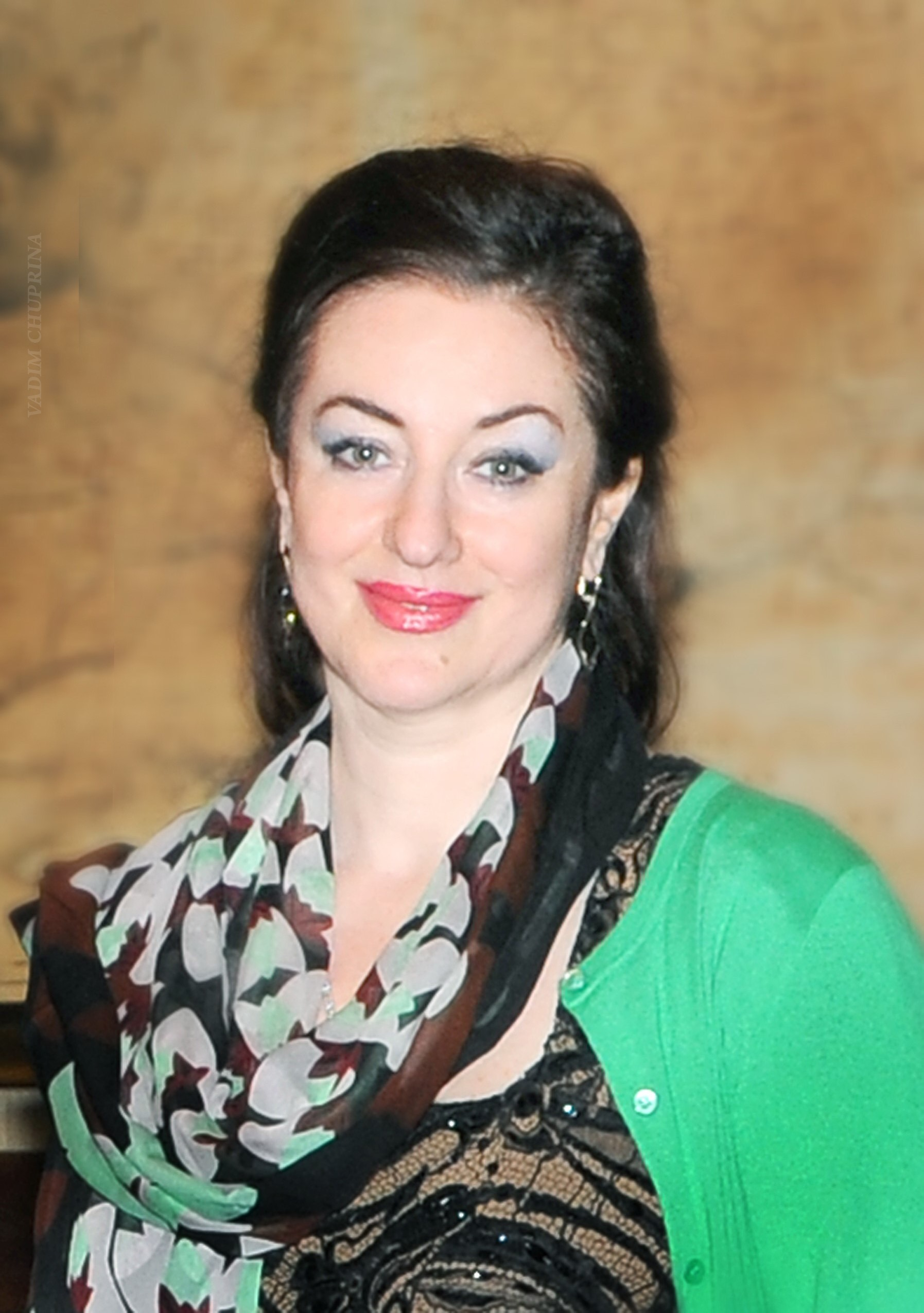
Tamara Gwerdziteli; * 18. Januar

- 18. Januar: Tamara Gwerdziteli, sowjetische bzw. georgische bzw. russische Kontra-Altistin
- 22. Januar: Andrea Marcelli, italienischer Jazzperkussionist und -komponist
- 22. Januar: Christian Willisohn, deutscher Blues-Pianist und Sänger
- 23. Januar: David Arnold, englischer Filmmusik-Komponist
- 26. Januar: Ali N. Askin, deutscher Komponist, Arrangeur, Musikproduzent, Keyboarder und Musiker
- 26. Januar: Lena Biolcati, italienische Sängerin
- 26. Januar: Anna LaCazio, US-amerikanische Sängerin
- 28. Januar: Noriko Ogawa, japanische Pianistin
- 29. Januar: Radovan Vlatković, kroatisch-französischer Hornist
- 31. Januar: Ronald Schweppe, niederländischer Schriftsteller und Musiker

### Februar
- 01. Februar: Uwe Arkuszewski, deutscher Moderator, Sänger und Entertainer († 2004)
- 04. Februar: Clint Black, US-amerikanischer Country-Sänger

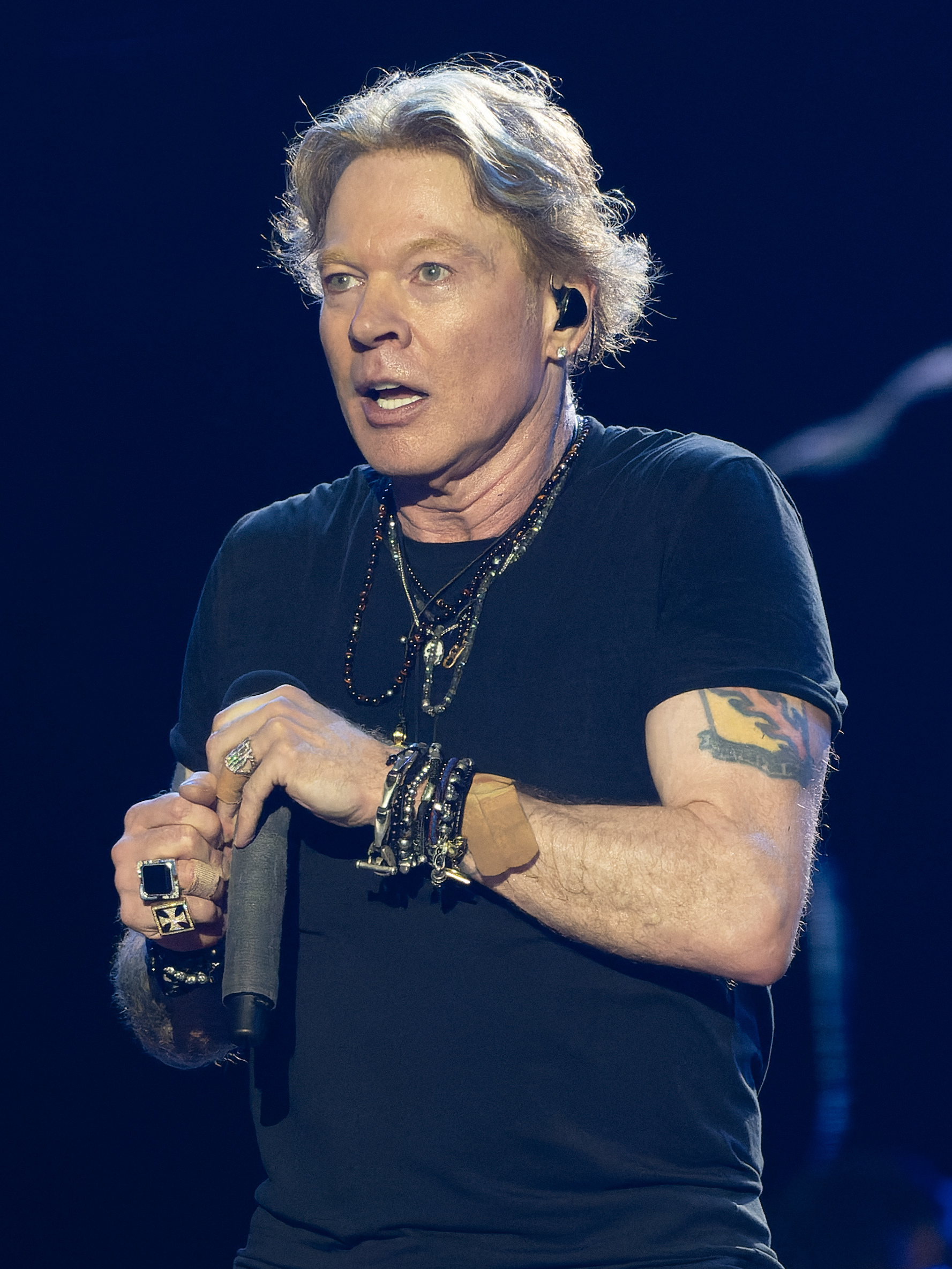
Axl Rose; * 6. Februar

- 06. Februar: Axl Rose, US-amerikanischer Sänger der Rockband Guns N' Roses
- 07. Februar: David Bryan, US-amerikanischer Keyboarder
- 07. Februar: Garth Brooks, US-amerikanischer Country-Musiker
- 10. Februar: Clifford Lee Burton, US-amerikanischer Musiker, Bassist der Heavy-Metal-Band Metallica († 1986)

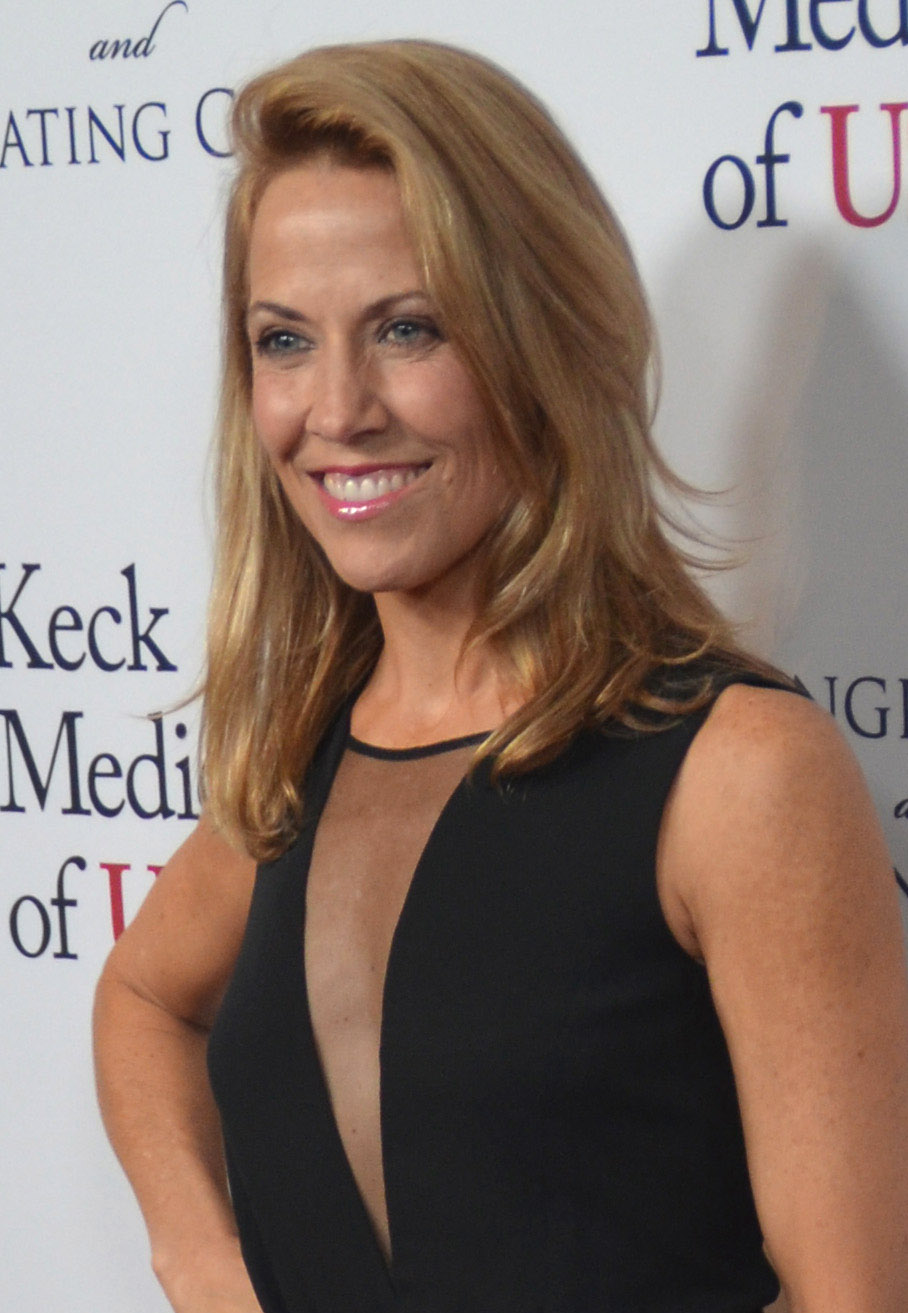
Sheryl Crow; * 11. Februar

- 11. Februar: Sheryl Crow, US-amerikanische Bluesrocksängerin, Gitarristin und Songschreiberin
- 16. Februar: John Balance, britischer Musiker († 2004)
- 19. Februar: Franky Gee, US-amerikanischer Sänger († 2005)
- 20. Februar: Iraida Rafaeljewna Jussupowa, sowjetische bzw. russische Komponistin und Filmregisseurin
- 21. Februar: Mark Arm, US-amerikanischer Sänger und Gitarrist
- 22. Februar: Olivier Latry, französischer Organist, Improvisator und Musikpädagoge
- 24. Februar: Michelle Shocked, US-amerikanische Folk-Sängerin und Songwriterin
- 25. Februar: Carol Rich, Schweizer Sängerin
- 25. Februar: Michael Stenov, österreichischer Komponist und Kirchenmusiker
- 27. Februar: Büne Huber, Schweizer Musiker

### März

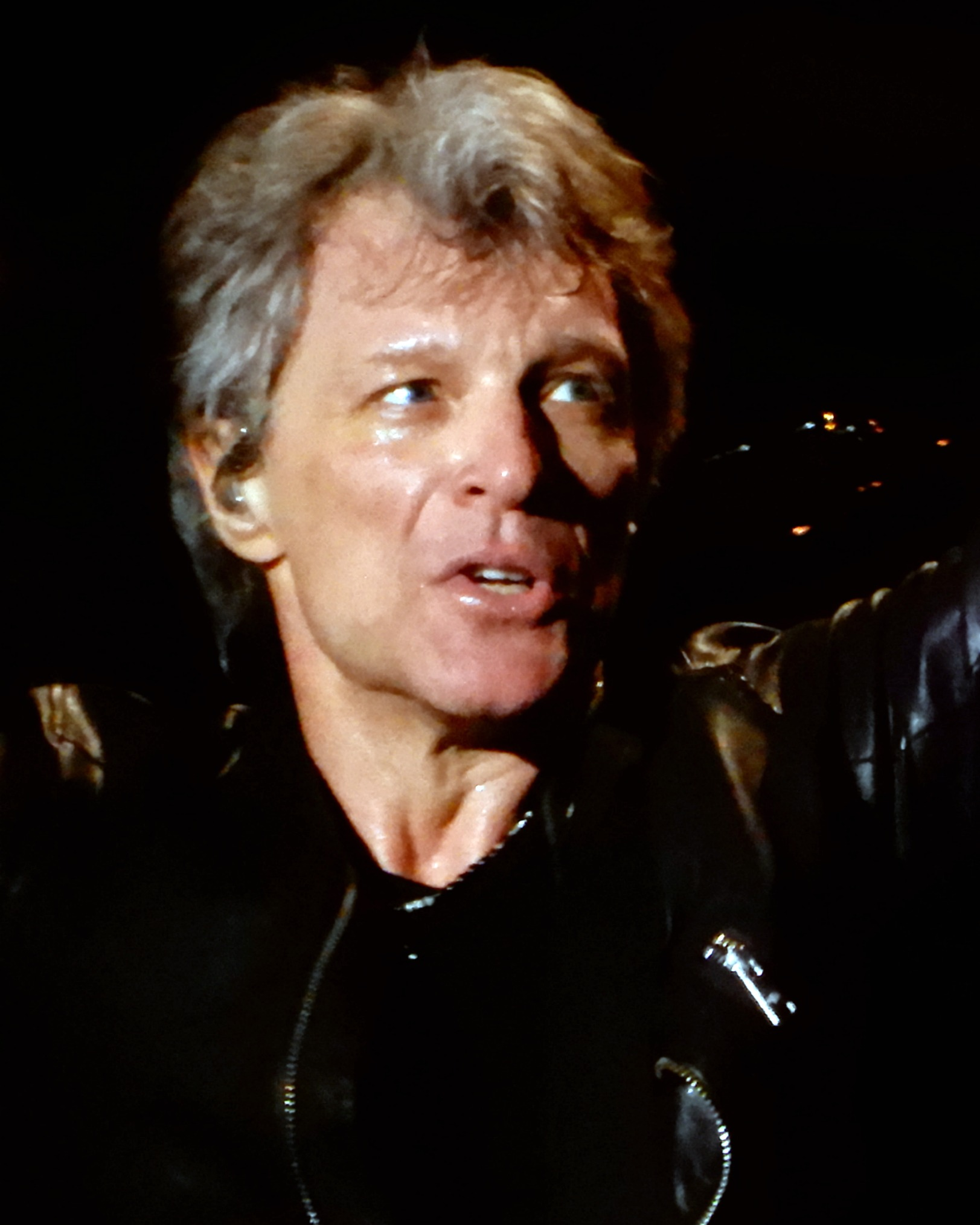
Jon Bon Jovi; * 2. März

- 02. März: Jon Bon Jovi, US-amerikanischer Musiker
- 05. März: Amina Annabi, französisch-tunesische Sängerin und Schauspielerin
- 07. März: Taylor Dayne, US-amerikanische Sängerin

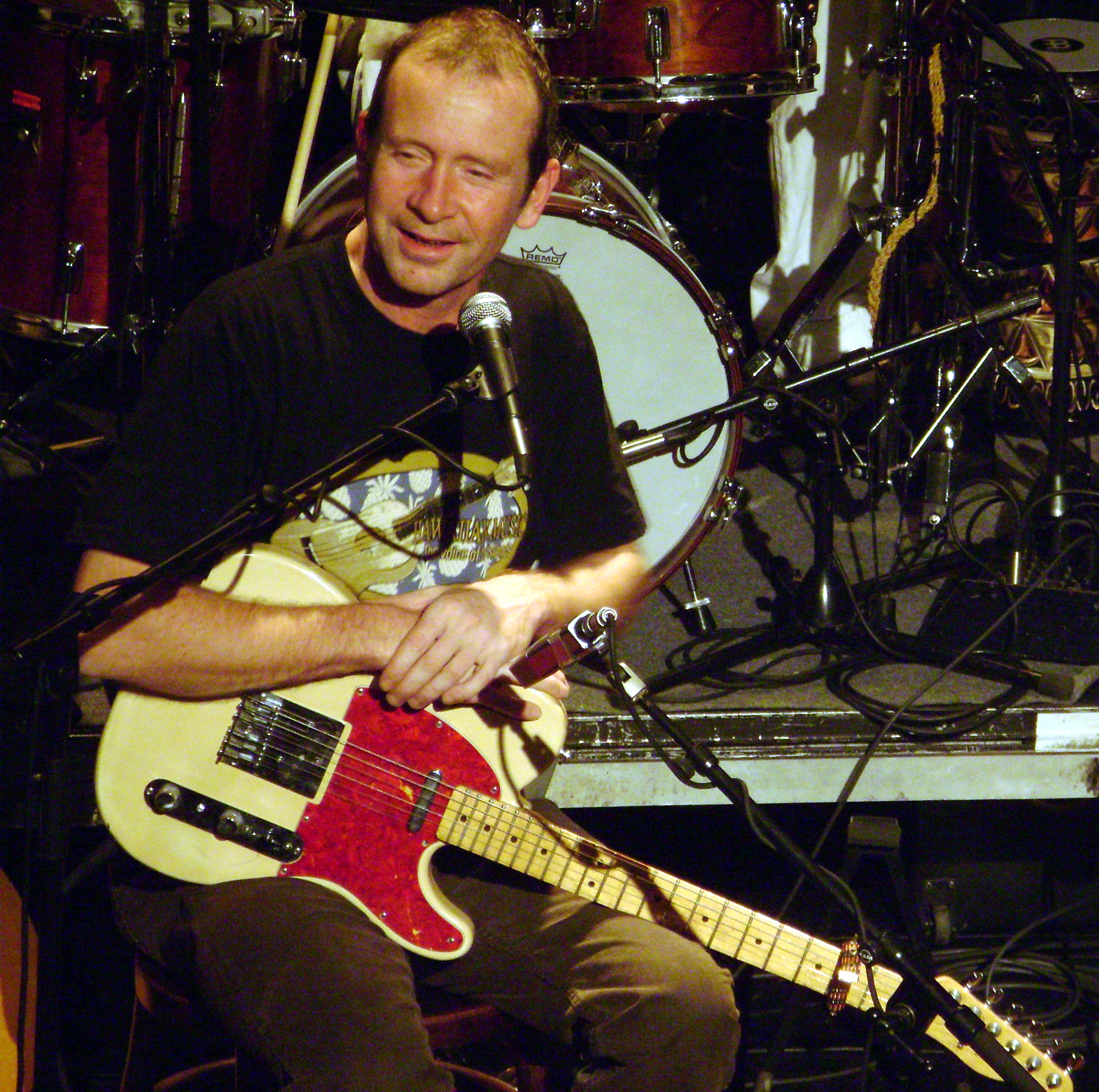
Klaus Trabitsch; * 7. März

- 07. März: Klaus Trabitsch, österreichischer Gitarrist und Sänger
- 10. März: Irene S., österreichische Sängerin, Schauspielerin und Kabarettistin
- 12. März: Karl Weidinger, österreichischer Schriftsteller, Übersetzer, Hörspielautor, Kreativdirektor und Werbetexter sowie Akteur der Wiener Chaostruppe Drahdiwaberl
- 15. März: Terence Trent D’Arby, US-amerikanischer Sänger
- 17. März: Clare Grogan, schottische Schauspielerin und Sängerin
- 17. März: Wim Henderickx, belgischer Komponist († 2022)
- 17. März: Francis Mbappe, kamerunischer Fusionmusiker (Bass, Komposition) und Musikproduzent
- 18. März: James McMurtry, US-amerikanischer Folkrocksänger und Singer-Songwriter
- 24. März: Angèle Dubeau, kanadische Geigerin
- 24. März: Rita, israelische Popsängerin und Schauspielerin
- 27. März: Jann Arden, kanadische Sängerin und Musikerin
- 29. März: Dan Bittman, rumänischer Sänger, Komponist und Schauspieler
- 31. März: Konstantia Gourzi, griechische Komponistin und Dirigentin

### April
- 02. April: Billy Dean, US-amerikanischer Country-Musiker
- 03. April: Salma Agha, britische Sängerin und Schauspielerin
- 03. April: Mike Ness, US-amerikanischer Musiker
- 06. April: Robert Wells, schwedischer Komponist, Pianist und Entertainer
- 07. April: Kristina Bach, deutsche Schlagersängerin, Texterin und Produzentin

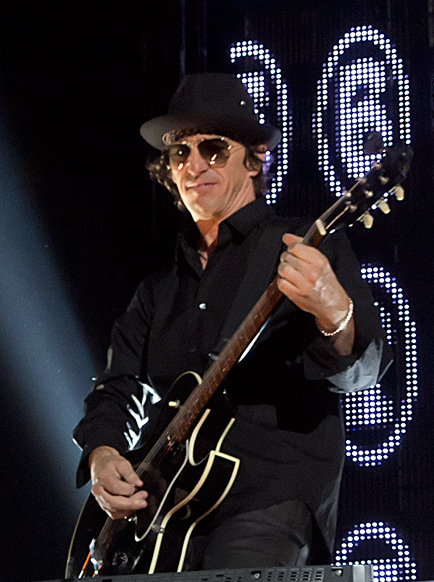
Izzy Stradlin; * 8. April

- 08. April: Izzy Stradlin, US-amerikanischer Musiker
- 10. April: Wolfgang Edenharder, deutscher Sänger
- 12. April: Samuel Wong, kanadischer Dirigent und Mediziner
- 13. April: Hillel Slovak, US-amerikanischer Musiker († 1988)
- 15. April: Nick Kamen, britisches Fotomodell und Sänger († 2021)
- 16. April: Herbert Jösch, deutscher Musiker und Bandleader

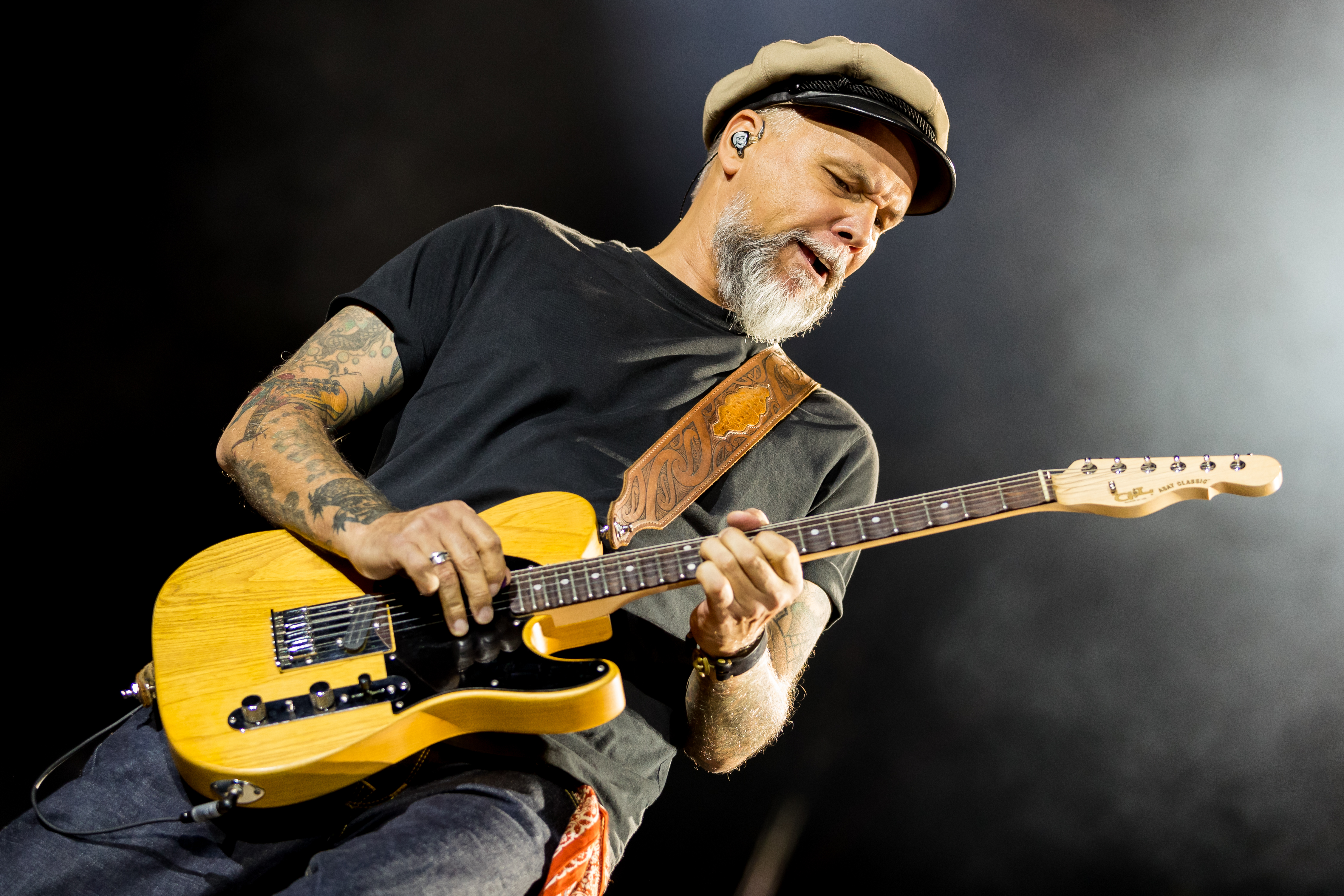
Matthias Röhr; * 16. April

- 16. April: Matthias Röhr, deutscher Musiker der Band Böhse Onkelz und Schriftsteller
- 16. April: Ian MacKaye, US-amerikanischer Musiker und Labelgründer
- 20. April: Thomas Rohde, deutscher Oboist
- 23. April: Andersen Viana, brasilianischer Komponist
- 25. April: Ralf Benschu, deutscher Musiker
- 25. April: Ole Edvard Antonsen, norwegischer Trompeter
- 27. April: Robin S., US-amerikanische Popsängerin
- 28. April: Peter Sadlo, deutscher Schlagzeuger († 2016)
- 30. April: Nikolai Fomenko, russischer Unternehmer, Schauspieler, Musiker und Automobilrennfahrer

### Mai
- 01. Mai: Remedios Amaya, spanische Flamenco-Sängerin
- 01. Mai: Owen Paul, britischer Sänger
- 01. Mai: Christof Stein-Schneider, deutscher Gitarrist
- 02. Mai: Ty Herndon, US-amerikanischer Country-Sänger
- 06. Mai: Tarek Assam, deutsch-ägyptischer Tänzer und Choreograf
- 07. Mai: Monika Martin, österreichische Sängerin
- 07. Mai: Georg Zeitblom, deutscher Musiker und Performancekünstler

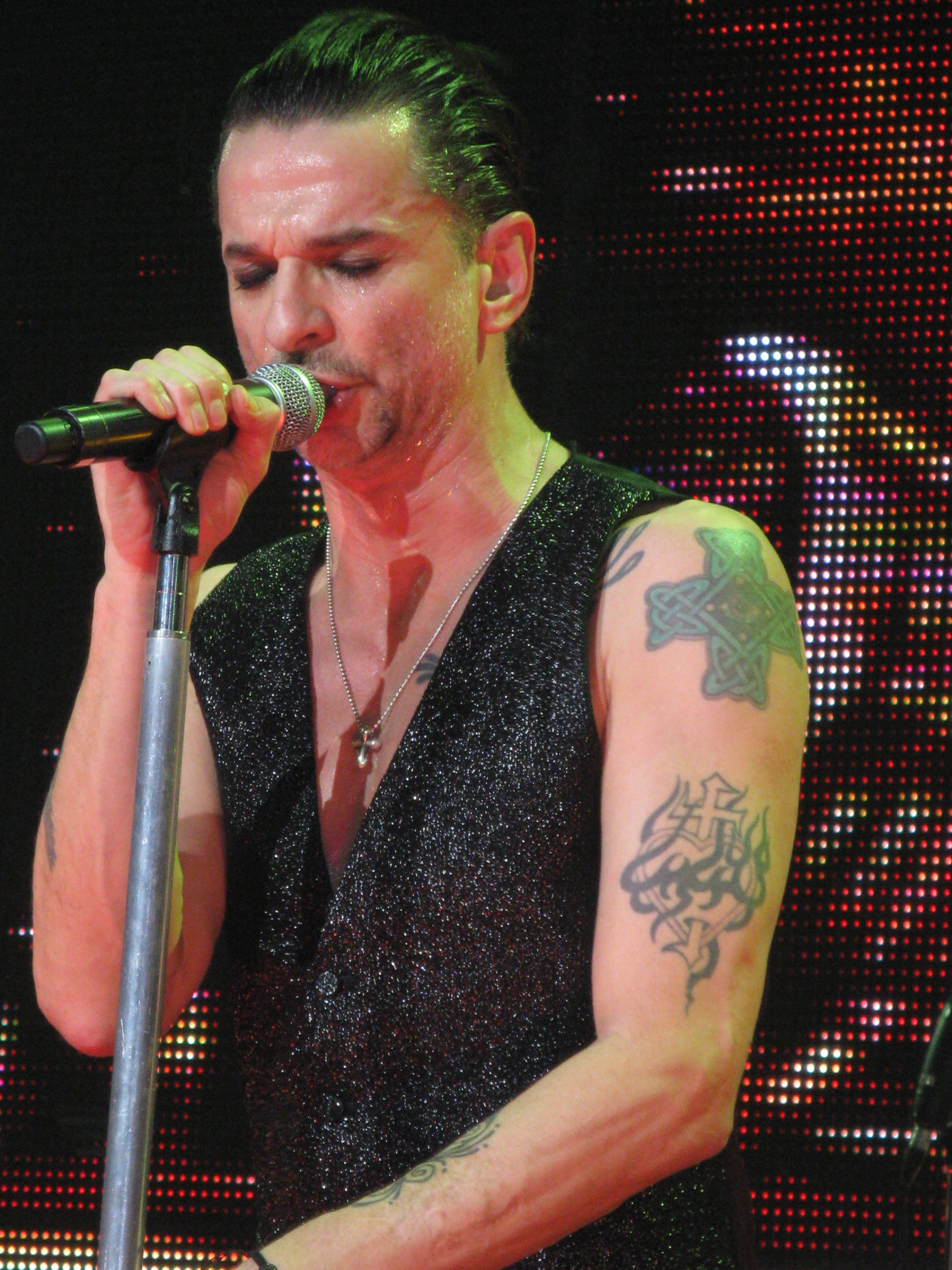
Dave Gahan; * 9. Mai

- 09. Mai: Dave Gahan, britischer Musiker
- 09. Mai: Paul Heaton, britischer Musiker
- 11. Mai: Steve Wacholz, US-amerikanischer Schlagzeuger
- 12. Mai: Brett Gurewitz, Gitarrist und Songwriter der amerikanischen Band Bad Religion
- 14. Mai: Ian Robert Astbury, britischer Rocksänger
- 17. Mai: Dieter Ammann, Schweizer Musiker und Komponist

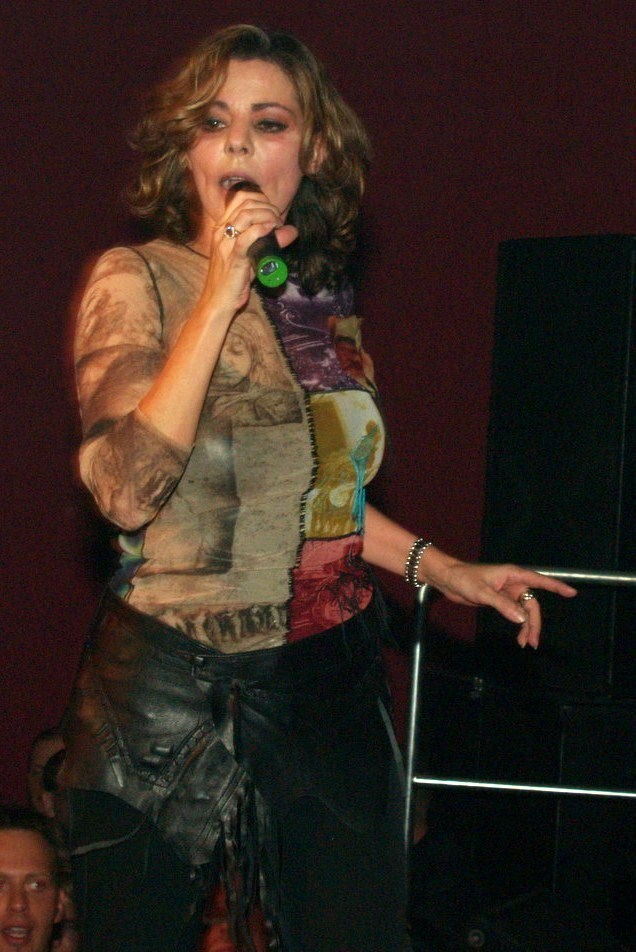
Sandra; * 18. Mai

- 18. Mai: Nanne Grönvall, schwedische Sängerin, Songwriterin und Schauspielerin
- 18. Mai: Sandra, deutsche Pop-Sängerin
- 19. Mai: Boz Boorer, britischer Musiker
- 20. Mai: Christiane Felscherinow, deutsche Autorin und Musikerin
- 20. Mai: Ralph Peterson, US-amerikanischer Schlagzeuger, Kornettist, Trompeter und Bandleader († 2021)
- 22. Mai: Karl Edelmann, deutscher Musiker und Komponist
- 25. Mai: Ingeborg Hungnes, norwegische Sängerin
- 26. Mai: Black, britischer Sänger († 2016)
- 29. Mai: Semino Rossi, argentinisch-österreichischer Schlagersänger
- 30. Mai: Eugene Asti, US-amerikanischer Pianist und Musikpädagoge
- 30. Mai: Bernd Glemser, deutscher Musiker

### Juni
- 02. Juni: Alischer Latifsoda, tadschikischer Komponist
- 02. Juni: Ian Shaw, britischer Jazzsänger, Pianist, Schauspieler und Musikproduzent
- 03. Juni: Oliver Augst, deutscher Komponist, Sänger, Produzent und Hörspielautor
- 03. Juni: Andrea Pach, österreichische Organistin, Musikwissenschaftlerin, Pädagogin und Dozentin
- 06. Juni: Feya Faku, südafrikanischer Jazztrompeter († 2025)

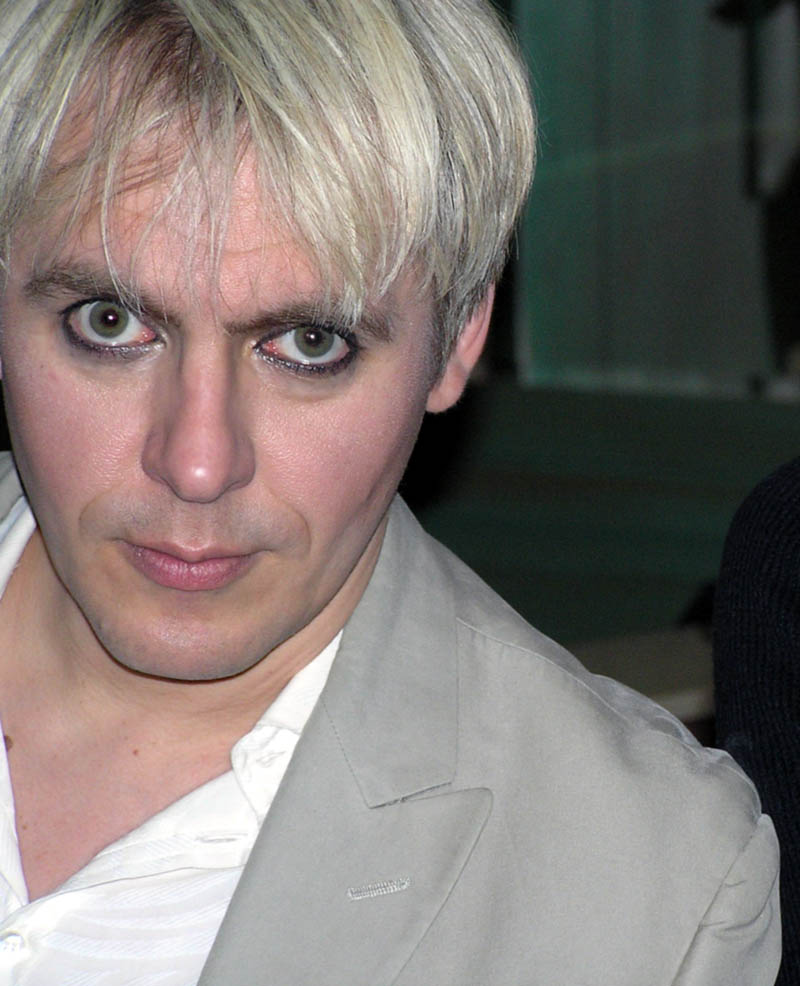
Nick Rhodes; * 8. Juni

- 08. Juni: Nick Rhodes, britischer Keyboardspieler
- 09. Juni: Sergei Dowgaljuk, russischer Hornist
- 10. Juni: Tommy Amper, deutscher Komponist, Musikarrangeur, Musikproduzent, Sänger, Geschäftsführer, Synchronsprecher und Unternehmer
- 10. Juni: Pascal von Wroblewsky, deutsche Jazz-Sängerin und Schauspielerin
- 12. Juni: Sahnie, Ex-Bassist der deutschen Punkband Die Ärzte
- 17. Juni: Lio, französisch-belgische Sängerin und Schauspielerin
- 19. Juni: Paula Abdul, US-amerikanische Choreographin
- 21. Juni: Wiktor Zoi, russischer Rocksänger († 1990)

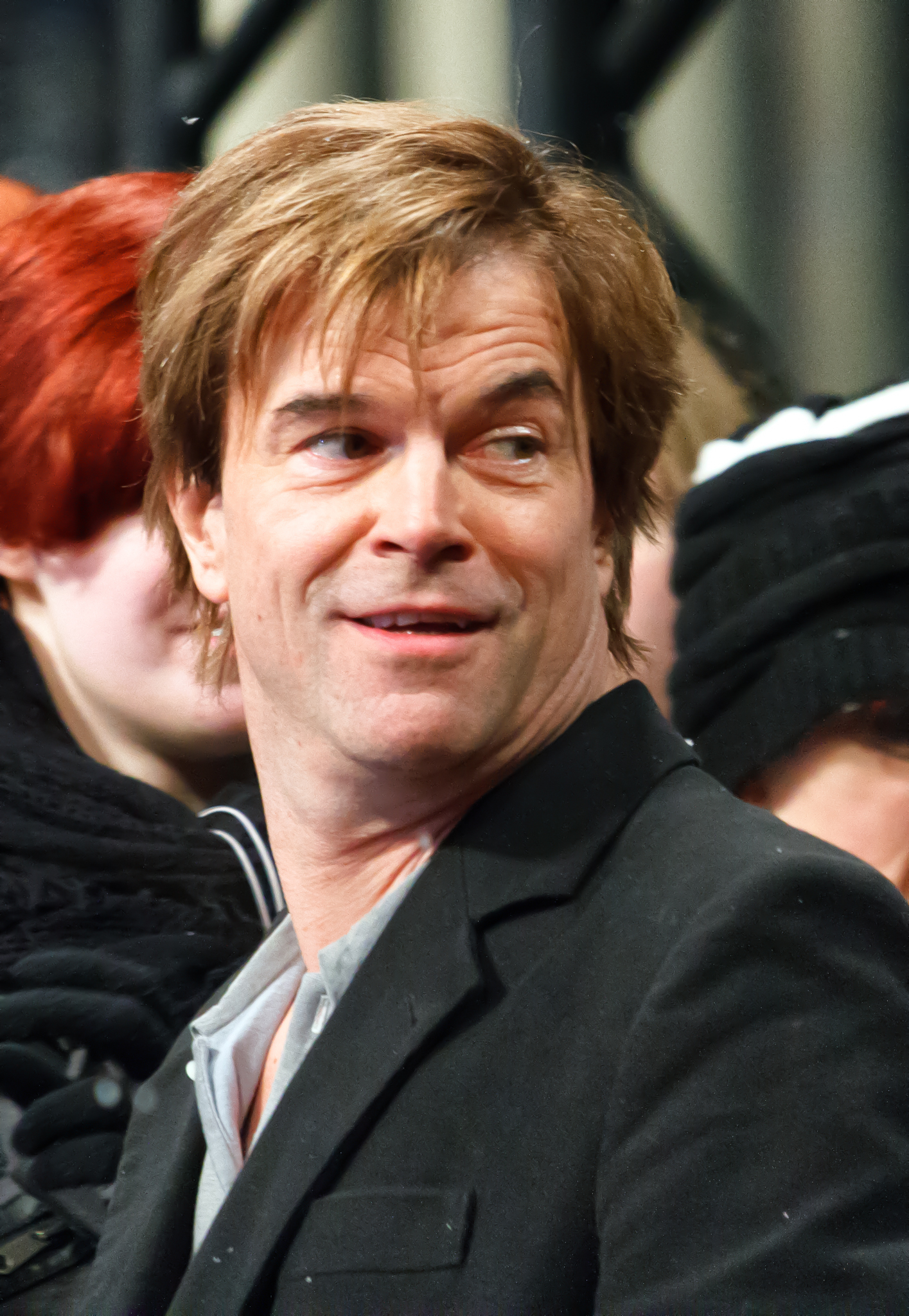
Campino; * 22. Juni

- 22. Juni: Campino, deutscher Sänger der deutschen Punkband „Die Toten Hosen“
- 23. Juni: Jan Freiheit, deutscher Barockcellist und Gambist
- 27. Juni: Michael Ball, britischer Schauspieler, Sänger sowie Radio- und Fernsehmoderator
- 00. Juni: John Wesley, US-amerikanischer Gitarrist und Sänger

### Juli
- 03. Juli: Hermann Miesbauer, österreichischer Komponist, Musiker und Chemiker
- 05. Juli: Stefan Mickisch, deutscher Pianist und Musikwissenschaftler († 2021)
- 06. Juli: Natalia Dicenta, spanische Schauspielerin, Fernsehmoderatorin und Sängerin
- 08. Juli: Joan Osborne, US-amerikanische Sängerin und Liedermacherin
- 10. Juli: Serge Krief, französischer Musiker des Gypsy-Jazz (Gitarre, Komposition)
- 11. Juli: Jill Jones, US-amerikanische Sängerin
- 13. Juli: Margret Almer, österreichische Jodlerin und Sängerin volkstümlicher Musik
- 16. Juli: Marcel Serierse, niederländischer Jazz- und Fusionmusiker (Schlagzeug)
- 18. Juli: Axel Gebhardt, deutscher Komponist
- 18. Juli: Jack Irons, US-amerikanischer Schlagzeuger
- 20. Juli: Alphonso Williams, US-amerikanischer Sänger († 2019)
- 22. Juli: Steve Albini, US-amerikanischer Musiker, Toningenieur, Musikproduzent und Pokerspieler († 2024)
- 24. Juli: Andreas Meurer, deutscher Musiker (Die Toten Hosen)
- 24. Juli: Sigga,
- 29. Juli: Carl Cox, britischer Disc-Jockey
- 30. Juli: Barbara Sletto, US-amerikanische Komponistin, Chorleiterin und Musikpädagogin

### August
- 04. August: Salvatore Bonafede, italienischer Jazzpianist
- 09. August: Søren Hyldgaard, dänischer Komponist von Filmmusik († 2018)
- 10. August: Markus Schöffl, deutscher Tanzlehrer und ehemaliger Turniertänzer
- 12. August: Luca Olivieri, italienischer Gitarrist und Sänger
- 14. August: Benny Kim, US-amerikanischer Geiger
- 17. August: Gilby Clarke, US-amerikanischer Gitarrist
- 18. August: Stephen Endelman, englischer Komponist
- 20. August: James Marsters, US-amerikanischer Schauspieler und Musiker
- 21. August: Jorge Uliarte, argentinischer Dirigent
- 28. August: Jim Rotondi, US-amerikanischer Jazztrompeter († 2024)

### September
- 04. September: Bob Arnz, deutscher Musikproduzent, Komponist und Musik-Manager
- 06. September: Hardy Kayser, deutscher Musiker, Gitarrist und Songwriter
- 08. September: Jean-Félix Lalanne, französischer Gitarrist und Komponist
- 09. September: Gunnlaugur Briem, isländischer Musiker
- 09. September: Kaija, finnische Sängerin und Produzentin von Rockmusik
- 12. September: Juan Atkins, US-amerikanischer Techno-Musiker und Produzent
- 12. September: Dino Merlin, bosnischer Sänger und Produzent
- 18. September: Najma Akhtar, britische Jazz-Sängerin
- 19. September: Rafael Alfaro Kotte, deutscher Akkordeonist und Komponist († 2005)
- 20. September: Fionnuala Sherry, irische Geigerin und Sängerin
- 22. September: Alejandro Abad, spanischer Musiker, Musikproduzent und Komponist
- 22. September: Farhad Darya, afghanischer Sänger, Komponist und Lyriker
- 25. September: Pieter Wispelwey, niederländischer Cellist
- 27. September: Glenn Jones, US-amerikanischer R&B- und Soul-Sänger
- 28. September: Luis Enrique, nicaraguanischer Sänger und Komponist
- 30. September: Raúl Abzueta, venezolanischer Musiker, Bandleader, Komponist, Autor und Musikveranstalter († 2012)
- 30. September: Oscar Pometti, argentinischer Tangosänger und Gitarrist

### Oktober
- 01. Oktober: Fred Lonberg-Holm, US-amerikanischer Cellist
- 01. Oktober: Johannes Matthias Michel, deutscher Komponist, Kirchenmusiker und Organist
- 02. Oktober: Constantin Moscovici, moldauischer Panflötist
- 03. Oktober: Tommy Lee, US-amerikanischer Schlagzeuger und Rocksänger
- 04. Oktober: Marc Minkowski, französischer Fagottist und Dirigent
- 07. Oktober: Tommy Steiner, deutscher Schlagersänger und Schauspieler
- 12. Oktober: Luca Carboni, italienischer Cantautore
- 12. Oktober: Colton Ford, US-amerikanischer Darsteller, Schauspieler und Sänger († 2025)
- 13. Oktober: Ron Boots, niederländischer Komponist und Musiker
- 16. Oktober: Michael Balzary, US-amerikanischer Bassist
- 17. Oktober: Paul Neubauer, US-amerikanischer Bratschist
- 19. Oktober: Lou Briel, puerto-ricanischer Sänger, Komponist, Schauspieler, Fernsehmoderator und Produzent
- 19. Oktober: Silvio Dalla Brida, deutscher Komponist, Arrangeur, Jazzpianist und Musikproduzent
- 19. Oktober: Bendik Hofseth, norwegischer Jazzmusiker
- 22. Oktober: Kjetil Saunes, norwegischer Jazzmusiker
- 24. Oktober: Giovanni Sollima, italienischer Cellist und Komponist
- 30. Oktober: Caroline Casadesus, französische Sängerin

### November
- 01. November: Magne Furuholmen, Musiker der Popband a-ha und bildender Künstler
- 01. November: Anthony Kiedis, US-amerikanischer Musiker
- 02. November: Stefan Hussong, deutscher Akkordeonist
- 02. November: Ron McGovney, US-amerikanischer Musiker
- 04. November: Ixi, deutsche Sängerin
- 05. November: Geir Rönning, norwegischer Sänger
- 09. November: Wolfgang Wendland, deutscher Musiker und Filmemacher, Politiker und Satiriker
- 11. November: Tino Eisbrenner, deutscher Liedermacher, Theaterdarsteller, Komponist, Musikproduzent und Moderator
- 11. November: James Morrison, australischer Multi-Instrumentalist
- 14. November: Josh Silver, US-amerikanischer Metal-Keyboarder und Musikproduzent
- 16. November: Gary Mounfield, britischer Musiker
- 18. November: Henning Worreschk, deutscher Kirchenmusiker, Komponist und Diakon
- 22. November: Kirk Hammett, US-amerikanischer Musiker und Leadgitarrist

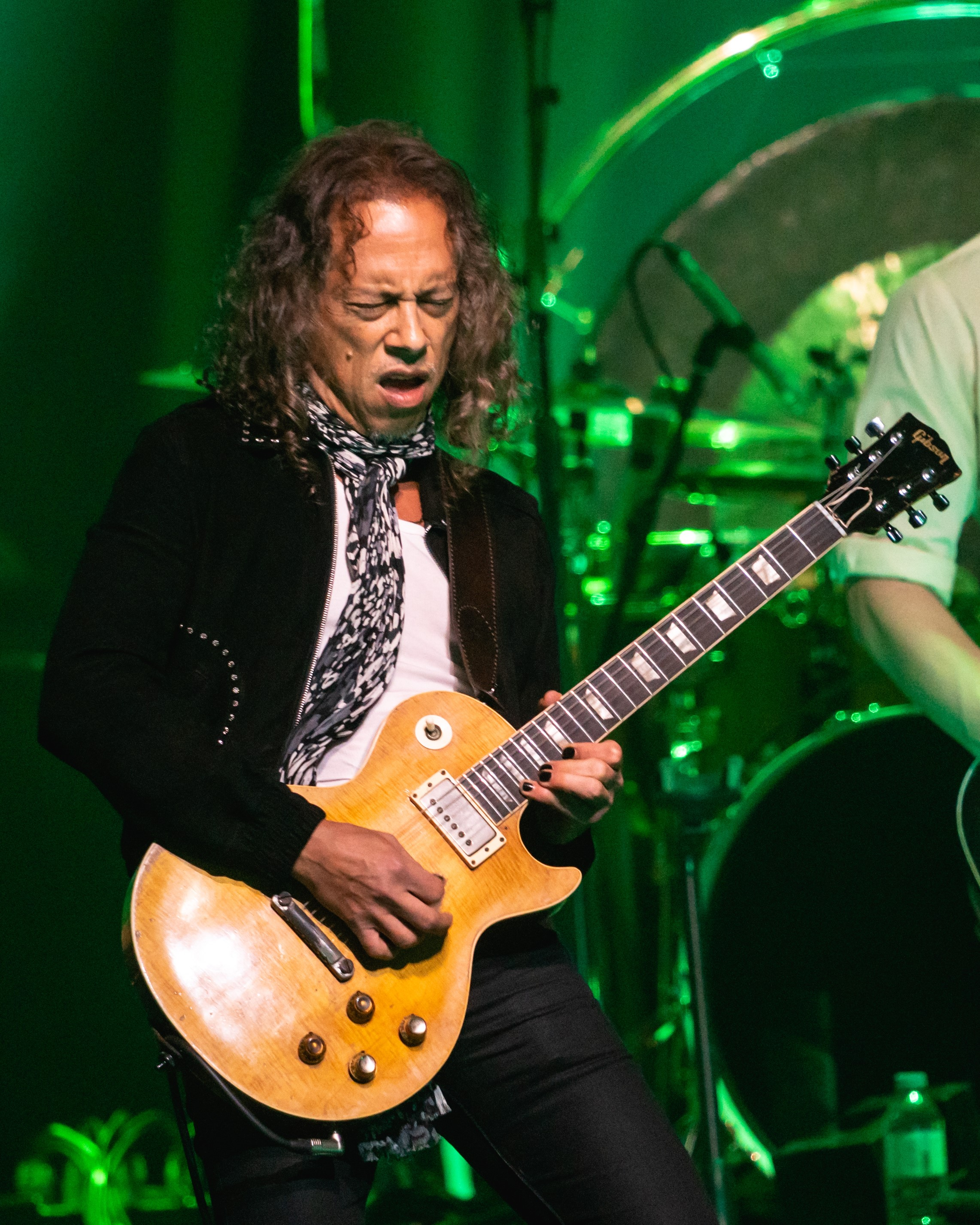
Kirk Hammett; * 22. November

- 24. November: John Squire, britischer Rock-Musiker
- 28. November: Matt Cameron, US-amerikanischer Musiker

### Dezember
- 02. Dezember: Thomas Quast, deutscher Richter und Musiker
- 12. Dezember: Max Raabe, deutscher Sänger sowie Mitbegründer und Leiter des Palast Orchesters in Berlin
- 13. Dezember: Caspar Brötzmann, deutscher Gitarrist
- 13. Dezember: Orlando Poleo, venezolanischer Perkussionist
- 14. Dezember: Bela B, Schlagzeuger, Songautor und Sänger der deutschen Punkband Die Ärzte
- 18. Dezember: Jens Rosteck, deutscher Schriftsteller, Musikwissenschaftler und Pianist
- 22. Dezember: Jacques Schwarz-Bart, französischer Jazzsaxophonist
- 23. Dezember: Christian Schneider, deutscher Musiker, Arrangeur, Komponist und Musikproduzent
- 25. Dezember: Francis Dunnery, britischer Musiker
- 25. Dezember: Fennesz, österreichischer Musiker
- 26. Dezember: James Kottak, US-amerikanischer Musiker und Schlagzeuger († 2024)
- 28. Dezember: Michel Petrucciani, französischer Jazzpianist († 1999)
- 28. Dezember: Rachel Z, US-amerikanische Jazz-Pianistin
- 29. Dezember: Cristiano De André, italienischer Cantautore
- 30. Dezember: Paavo Järvi, estnischer Dirigent
- 31. Dezember: Jennifer Higdon, US-amerikanische Komponistin
- 31. Dezember: Katy Karrenbauer, deutsche Schauspielerin, Sängerin und Buchautorin

### Genaues Geburtsdatum unbekannt
- Ryotaro Abe, japanischer Komponist und Musikpädagoge
- Giancarlo Andretta, italienischer Dirigent und Komponist
- Isabelle Antena, französische Sängerin
- Diana del Valle Arismendi, venezolanische Komponistin
- Torsten Arndt, deutscher Politiker und Musiker
- Adil Arslan, türkischer Musiker
- Nina Åström, finnische Gospelsängerin und Songschreiberin
- André Bellmont, Schweizer Komponist, Dirigent und Orchestrator
- Stefan Johannes Bleicher, deutscher Organist
- Ulli Brenner, deutscher DJ und Musikproduzent
- Tony Buck, australischer Schlagzeuger und Perkussionist
- Helen Buday, australische Schauspielerin und Sängerin
- Ursula Dütschler, Schweizer Cembalistin, Hammerflügelspielerin und Pianistin
- Jonathan Elliott, US-amerikanischer Komponist
- Mariana Efstratiou, griechische Sängerin
- Connie Evingson, US-amerikanische Pop- und Jazzsängerin
- Eddie Friel, irischer Sänger und Pianist
- Sepp Grotenhuis, niederländischer Pianist
- Biber Gullatz, deutscher Filmkomponist und Musikproduzent
- Corinne Holtz, Schweizer Musikerin, Musikwissenschaftlerin und Publizistin
- Brian Kellock, britischer Jazzmusiker († 2025)
- Michael Kiedaisch, deutscher Perkussionist, Musikpädagoge und Komponist
- Mari Kimura, japanisch-amerikanische Geigerin, Komponistin und Musikpädagogin
- Aldo Lagrutta, venezolanischer Gitarrist
- Jens Langbein, deutscher Komponist
- David Alan Miller, US-amerikanischer Dirigent
- Cristina Narea, chilenische Cantautora
- Tomasz Adam Nowak, polnisch-deutscher Organist und Musikprofessor
- Marie-Cécile Reber, Schweizer Komponistin und Klangkünstlerin
- Pierre-François Roussillon, französischer Musiker und Kulturmanager († 2025)
- Santiago Santero, argentinischer Komponist, Dirigent und Musikpädagoge
- Anton Schachenhofer, österreichischer Kontrabassist
- Eddie St. James, US-amerikanischer Gitarrist, Sänger und Komponist
- Erika Stucky, Schweizer Sängerin, Akkordeonistin und Musik-Kabarettistin
- Michael Turner, kanadischer Musiker und Schriftsteller
- Luca Vanneschi, italienischer Komponist
- Ralf Veith, deutsch- und englischsprachiger Songschreiber, Musiker, Kinderlieder- und Buchautor und Psychologe
- Reinier Voet, niederländischer Jazzmusiker (Gitarre, Komposition)
- Ulrich Kodjo Wendt, deutscher Filmkomponist und Musiker
- Georg Alfred Wittner, deutscher Schauspieler und Musiker
- Manuel Zurria, italienischer Flötist

### Geboren um 1962
- Tobias Netta, deutscher Jazz- und Improvisationsmusiker (Trompete, Flügelhorn)
- Simon Planting, niederländischer Jazzmusiker (Kontrabass)

## Gestorben

### Januar
- 05. Januar: Ernst Arnold, Komponist und Wienerliedertexter und -sänger (* 1892)
- 13. Januar: Rudolf Gall, deutscher Klarinettist (* 1907)
- 24. Januar: Avelino Muñoz, panamaischer Pianist, Organist, Dirigent, Arrangeur und Komponist (* 1912)
- 26. Januar: Fran Lhotka, kroatischer Komponist (* 1883)
- 29. Januar: Fritz Kreisler, österreichischer Violinist und Komponist (* 1875)

### Februar
- 02. Februar: Gottfried von Freiberg, österreichischer Hornist (* 1908)
- 05. Februar: Jacques Ibert, französischer Komponist (* 1890)
- 17. Februar: Arne Oldberg, US-amerikanischer Komponist (* 1874)
- 17. Februar: Bruno Walter, US-amerikanischer Dirigent, Pianist und Komponist (* 1876)
- 19. Februar: Édouard Dethier, belgisch-amerikanischer Geiger und Musikpädagoge (* 1885)
- 26. Februar: Carl Ehrenberg, deutscher Komponist (* 1878)

### März
- 04. März: Zdeněk Chalabala, tschechischer Dirigent (* 1899)
- 09. März: Zdeněk Nejedlý, tschechischer Historiker, Literaturkritiker und Musikwissenschaftler (* 1878)

### April
- 03. April: Manolis Kalomiris, griechischer Komponist (* 1883)
- 06. April: Carlo Giorgio Garofalo, italienischer Komponist und Organist (* 1886)
- 10. April: Stuart Sutcliffe, schottischer Maler und Musiker, frühes Mitglied der Beatles (* 1940)

### Mai
- 07. Mai: Josef Flegl, tschechischer Komponist, Cellist und Musikpädagoge (* 1881)
- 09. Mai: Raoul Duquette, kanadischer Cellist und Musikpädagoge (* 1879)
- 13. Mai: Frank Jenks, US-amerikanischer Schauspieler und Musiker (* 1902)

### Juni
- 02. Juni: William E. Zeuch, US-amerikanischer Organist (* 1867)
- 12. Juni: John Ireland, englischer Komponist (* 1879)
- 14. Juni: Michailo Werikiwski, ukrainischer Komponist (* 1896)
- 15. Juni: Alfred Cortot, Schweizer Pianist und Dirigent (* 1877)
- 18. Juni: Volkmar Andreae, Schweizer Dirigent und Komponist (* 1879)
- 29. Juni: Rodolphe Mathieu, kanadischer Pianist, Komponist und Musikpädagoge (* 1890)

### Juli
- 09. Juli: Quentin Maclean, englisch-kanadischer Organist, Komponist und Musikpädagoge (* 1896)
- 15. Juli: Edwin Arthur Kraft, US-amerikanischer Organist und Komponist (* 1883)
- 25. Juli: Christie MacDonald, US-amerikanische Sängerin (* 1875)
- 26. Juli: Raquel Meller, spanische Sängerin und Filmschauspielerin (* 1888)
- 27. Juli: František Korte, tschechischer Komponist (* 1895)
- 28. Juli: Franz Konwitschny, deutscher Dirigent und Kapellmeister (* 1901)

### August
- 22. August: Guillaume Gagnier, kanadischer Hornist und Kontrabassist (* 1890)
- 27. August: Carlos Lavín, chilenischer Komponist und Musikwissenschaftler (* 1883)

### September
- 06. September: Hanns Eisler, deutsch-österreichischer Komponist (* 1898)
- 07. September: Robert Pollack, österreichischer Geiger und Musikpädagoge (* 1880)
- 12. September: Dick Justice, US-amerikanischer Blues- und Folkmusiker (* 1903)
- 20. September: Curley Weaver, US-amerikanischer Blues-Gitarrist und Sänger (* 1906)
- 24. September: Maximilian Josef Auer, österreichischer Musikwissenschaftler (* 1880)

### Oktober
- 05. Oktober: Edmond Gaujac, französischer Komponist und Musikpädagoge (* 1895)
- 05. Oktober: Joseph Noyon, französischer Komponist und Kirchenmusiker (* 1888)
- 07. Oktober: Scrapper Blackwell, US-amerikanischer Blues-Gitarrist (* 1903)
- 15. Oktober: John Ronan, kanadischer Komponist, Chorleiter und Musikpädagoge (* 1894)
- 20. Oktober: Minos Dounias, griechischer Musikwissenschaftler und Hochschullehrer (* 1900)
- 21. Oktober: Vanni Marcoux, französischer Sänger (* 1877)

### November
- 03. November: Reinhold Koenenkamp, deutscher Konzertsänger, Chorleiter, Gesangslehrer, Musikkritiker und Komponist (* 1883)
- 09. November: Louise Hanson-Dyer, australische Musikverlegerin und Kunstmäzenin (* 1884)
- 09. November: Henri Lacroix, kanadischer Mundharmonikaspieler (* 1895)
- 14. November: Douglas Clarke, englischer Dirigent, Musikpädagoge, Organist, Pianist und Komponist (* 1893)
- 19. November: Clara Clemens, US-amerikanische Konzertsängerin (* 1874)

### Dezember
- 02. Dezember: Nikolai Pawlowitsch Anossow, sowjetischer Dirigent, Komponist und Musikpädagoge (* 1900)
- 02. Dezember: Mercy Dee Walton, US-amerikanischer Bluespianist, Sänger und Songwriter (* 1915)
- 07. Dezember: Kirsten Flagstad, norwegische Sängerin (Sopran) (* 1895)
- 10. Dezember: Cheíto González, puerto-ricanischer Sänger, Gitarrist und Komponist (* 1935)
- 13. Dezember: Harry Barris, US-amerikanischer Jazzmusiker (Piano, Gesang, Komposition) und Filmschauspieler (* 1905)
- 14. Dezember: Nazzareno De Angelis, italienischer Opernsänger (* 1881)
- 29. Dezember: Hans Rosbaud, österreichischer Dirigent (* 1895)
- 31. Dezember: Rudolf Nilius, österreichischer Dirigent und Komponist (* 1883)

### Genaues Todesdatum unbekannt
- Fraser Gange, US-amerikanischer Sänger und Musikpädagoge (* 1887)